# LeFleur's Bluff
LeFleur's Bluff est un promontoire dominant la rivière aux Perles dans la ville de Jackson dans l'État du Mississippi aux États-Unis.
LeFleur's Bluff porte le nom de Louis LeFleur, l'explorateur et trappeur, né à La Mobile en Louisiane française, qui établit un poste de traite et de commerce à cet endroit élevé dominant une courbe de la rive de la rivière aux Perles, en 1792.
Ce poste établit sur la piste Natchez, fut un lieu d'échanges avec les Amérindiens et devint un village. 
Après la vente de la Louisiane par Napoléon Ier aux Américains, le lieu devint, au cours du XIXe siècle, la ville actuelle de Jackson.
De nos jours, l'endroit est devenu un parc d'État des États-Unis appelé parc d'État de LeFleur's Bluff. On y accède par l'autoroute Interstate 55.